# فيانا (البرازيل)
فيانا هي بلدية في البرازيل، تتبع مارانهاو، بلغ عدد سكانها 49,496  نسمة في 2010، تبلغ مساحتها 1,162.494 كيلومتر مربع.

## الموقع
تشترك في الحدود مع:
- كاجاري.